# Brice Jovial
Brice Jovial (Aubervilliers, 25 januari 1984) is een Franse voetballer met een Guadeloupse achtergrond. Hij is aanvaller en ligt sinds 2015 onder contract bij Wuhan Zall. Jovial heeft ook een Belgisch verleden: hij speelde er bij Sporting Charleroi, UR Namur en FC Bleid. Voor Charleroi maakte Jovial één goal in de verloren bekerwedstrijd tegen VW Hamme en één goal in de competitie.
Daarnaast speelt Jovial voor het Guadeloups voetbalelftal waarmee hij onder andere uitkomt op de CONCACAF Gold Cup.